# Hectors näbbval
Hectors näbbval (Mesoplodon hectori) är en art i familjen näbbvalar (Ziphiidae). Djuret fick sitt namn efter James Hector (1834–1907), som var direktör för det museum på Nya Zeeland, som förvärvade det första fångade exemplaret.
Arten förekommer i tempererade och kyliga havsområden på södra halvklotet. Det finns uppgifter från Nya Zeeland, Australien, Sydafrika och södra Sydamerika att Hectors näbbval har strandat där. 
Tidigare troddes att Hectors näbbval också fanns utanför Kalifornien, men näbbvalarna där beskrivs sedan 2002 som en egen art, Mesoplodon perrini.
Hectors näbbval blir upp till 4,4 meter lång och honor är oftast lite längre än hanar. Som andra arter i samma släkte kännetecknas den av två framskjutande tänder i undre käken som även är synliga när munnen är sluten. På ovansidan är djuret mörkgrått till brunt och buken är lite ljusare. Den har mycket små bukfenor och en ryggfena som liknar en skära, som sitter långt bak på kroppen.
Om djurets levnadssätt är nästan ingenting känt. Det antas att Hectors val lever i par och att den nästan uteslutande äter bläckfiskar. I motsats till andra näbbvalar är den mer nyfiken.
Det finns inte heller bekräftade uppgifter angående artens bestånd och hotstatus. IUCN listar arten med kunskapsbrist (DD).